# Cyrus Colton MacDuffee
Cyrus Colton MacDuffee (Oneida (Nova Iorque), 29 de junho de 1895 — 21 de agosto de 1961) foi um matemático estadunidense. Foi professor de matemática na Universidade do Wisconsin-Madison.